# Liste der Straßen und Plätze in Schullwitz

Lage der Gemarkung Schullwitz in Dresden

Die Liste der Straßen und Plätze in Schullwitz beschreibt das Straßensystem im Dresdner Ortsteil Schullwitz mit den entsprechenden historischen Bezügen. Aufgeführt sind Straßen, die im Gebiet der Gemarkung Schullwitz liegen. Kulturdenkmale in der Gemarkung Schullwitz sind in der Liste der Kulturdenkmale in Schullwitz aufgeführt.
Schullwitz ist Teil des statistischen Stadtteils Schönfeld/Schullwitz, der zur Ortschaft Schönfeld-Weißig gehört. Insgesamt gibt es in Schullwitz neun benannte Straßen, die in der folgenden Liste aufgeführt sind.

## Legende
Die nachfolgende Tabelle gibt eine Übersicht über die vorhandenen Straßen und Plätze im Ortsteil sowie einige dazugehörige Informationen. Im Einzelnen sind dies:
- Name/Lage: Aktuelle Bezeichnung der Straße oder des Platzes sowie unter ‚Lage‘ ein Koordinatenlink, über den die Straße oder der Platz auf verschiedenen Kartendiensten angezeigt werden kann. Die Geoposition gibt dabei ungefähr die Mitte der Straße an.
- Länge/Maße in Metern: Die in der Übersicht enthaltenen Längenangaben sind nach mathematischen Regeln auf- oder abgerundete Übersichtswerte, die in Google Earth mit dem dortigen Maßstab ermittelt wurden. Sie dienen eher Vergleichszwecken und werden, sofern amtliche Werte bekannt sind, ausgetauscht und gesondert gekennzeichnet. Bei Plätzen sind die Maße in der Form a × b dargestellt. Der Zusatz ‚im Stadtteil‘ bzw. ‚im Ortsteil‘ gibt an, wie lang die Straße innerhalb des Stadt-/Ortsteils ist, sofern sie durch mehrere Stadt-/Ortsteile verläuft.
- Namensherkunft: Ursprung oder Bezug des Namens.
- Jahr der Benennung: Zeitpunkt, zu dem die Straße ihren heute gültigen Namen erhielt (sofern bekannt).
- Anmerkungen: Weitere Informationen bezüglich anliegender Institutionen, der Geschichte der Straße, historischer Bezeichnungen, Baudenkmalen usw.
- Bild: Foto der Straße.

## Straßenverzeichnis
| Name/Lage                | Länge/Maße | Namensherkunft                                       | Jahr der Benennung | Anmerkungen | Bild     |
| ------------------------ | ---------- | ---------------------------------------------------- | ------------------ | --- | -------- |
| Alter Bahndamm Lage      |            | Damm der ehemaligen Bahnstrecke Dürrröhrsdorf–Weißig |                    | Der Alte Bahndamm dient in Nachnutzung der 1951 stillgelegten Bahnstrecke als Radwanderweg von Dürrröhrsdorf nach Weißig.                                                                          |          |
| Am Pfeiferberg Lage      |            | Flurname Pfeiferberg                                 |                    | |          |
| Am Schullwitzbach Lage   |            | Lage am Schullwitzbach                               |                    | |          |
| Am Triebenberg Lage      |            | Lage am Triebenberg                                  |                    | Entlang der Straße Am Triebenberg und der Bühlauer Straße liegt der alte Dorfkern des als Waldhufendorf entstandenen Ortsteils. Der Triebenberg ist mit 384 m ü. NN die höchste Erhebung Dresdens. | (links)  |
| Aspichring Lage          |            | Flurname Aspich                                      |                    | |          |
| Bautzner Landstraße Lage |            | Landstraße nach Bautzen                              |                    | Die Bautzner Landstraße ist ein Abschnitt der Bundesstraße 6. |          |
| Bühlauer Straße Lage     |            | Bühlau, nahegelegener Dresdner Stadtteil             |                    | Entlang der Bühlauer Straße und der Straße Am Triebenberg liegt der alte Dorfkern des als Waldhufendorf entstandenen Ortsteils.                                                                    | (rechts) |
| Rossendorfer Straße Lage |            | Rossendorf, nordöstlich benachbarter Ortsteil        |                    | |          |
| Weißiger Straße Lage     |            | Weißig, nordwestlich benachbarter Ortsteil           |                    | |          |